# 鴨方站
斜體文字
鴨方站（日语：／ Kamogata eki */?）是位於岡山縣淺口市鴨方町六條院中，屬於西日本旅客鐵道（JR西日本）山陽本線的車站。本站是淺口市的中心車站。近年淺口市與JR西日本將此站改建成跨站式站房，並在站前設置廣場。

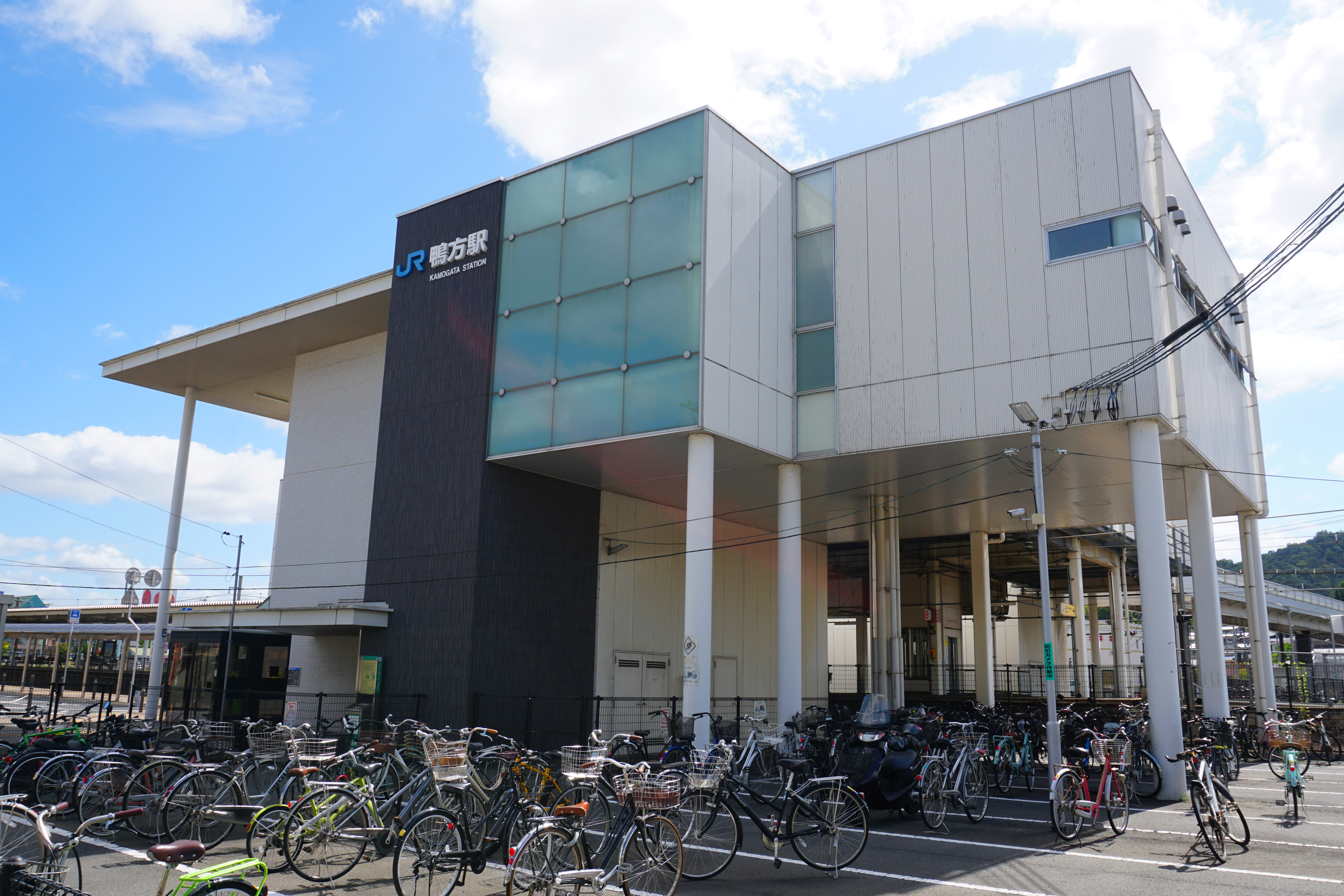
北口(2020年9月)

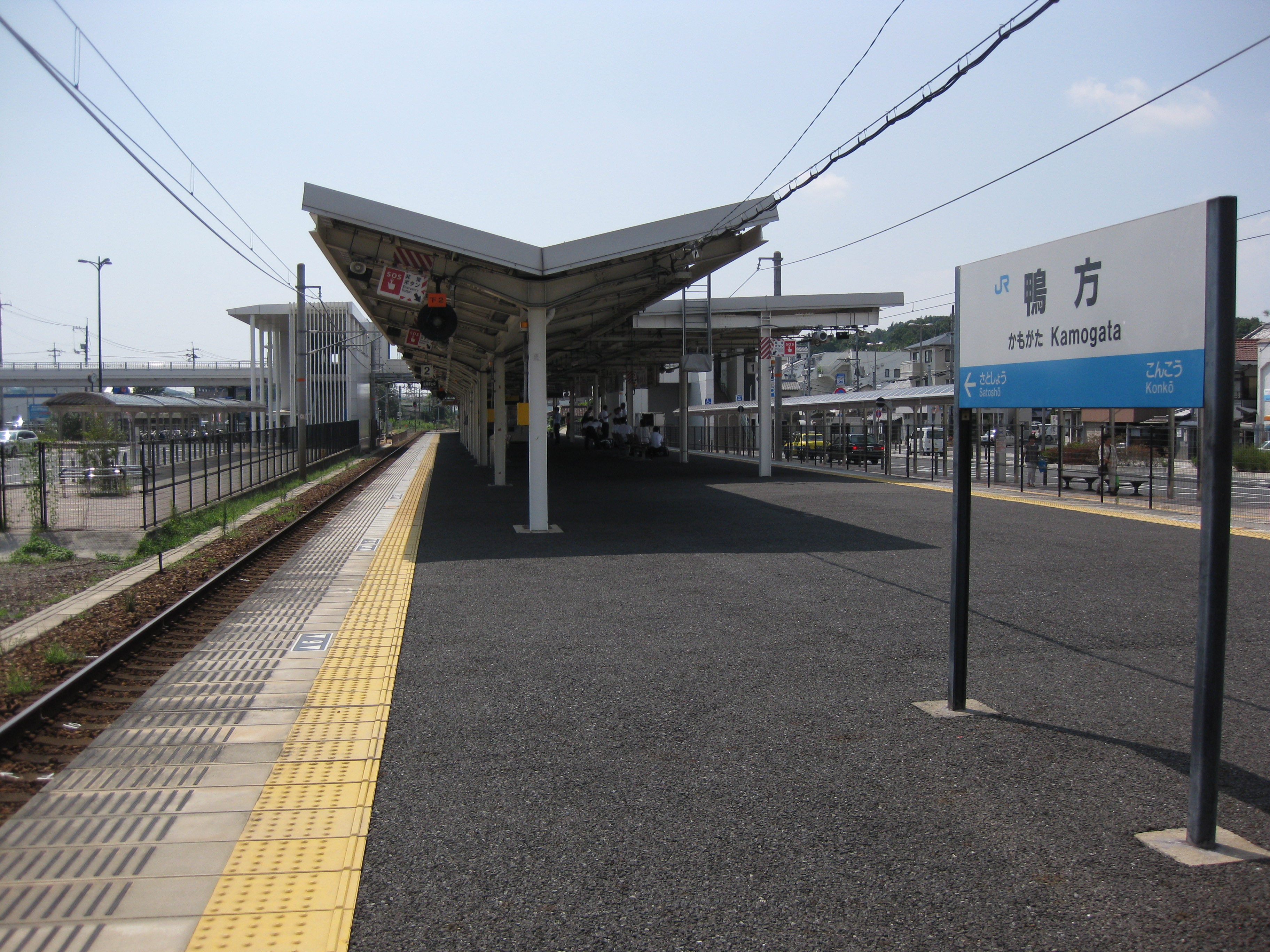
月台(2016年9月)

## 歷史
1891年（明治24年）「鴨方站」啟用。當時車站位於淺口郡六條院村，與同郡鴨方村（後來為鴨方町）是在不同位置。六條院村來往改名為六條院町，再在1955年（昭和30年）改名為鴨方町。在啟用初期，「鴨方站」名稱的由來，是源自路線本來預定建設在鴨方村王寺權現附近。但是，六條院村與鴨方村雙方都希望路線經過該地方，而由於鴨方水上運輸衰退危機使部分鴨方村民反對建設在六條院，根據當地居民的聯簽和請願，車站最後建設在六條院村，但是車站使用當名比較多人認識的「鴨方」。

### 年表
- 1891年（明治24年）7月14日：山陽鐵道倉敷站至笠岡站之間開通，此站啟用[3]。為旅客、貨運車站。
  - 當時車站位於岡山縣淺口郡六條院村六條院中。
- 1906年（明治39年）12月1日：山陽鐵道國有化（日语：鉄道国有法），成為官設鐵道車站[3]。
- 1909年（明治42年）10月12日：制定路線名稱。成為山陽本線車站。
- 1923年（大正12年）
  - 4月：金光站至鴨方站之間成為複線鐵路[3]。
  - 9月：鴨方站至里庄站之間成為複線鐵路[3]。
- 1934年（昭和9年）7月15日：六條院村實施町制六條院町，車站位於岡山縣淺口郡六條院町六條院中。
- 1949年（昭和24年）：公共企業團體「日本國有鐵道」成立[5]。
- 1955年（昭和30年）4月1日：淺口郡六條院町與同郡鴨方町（第一次）合併，成為鴨方町（第二次），車站位於岡山縣淺口郡鴨方町六條院中。
- 1959年（昭和34年）3月：車站鄰近的山精著麥專用線竣工[5]。
- 1961年（昭和36年）10月：倉敷站至三原站之間電氣化[5]。
- 1962年（昭和37年）10月24日：昭和天皇與香淳皇后前往竹林寺天文台（國立天文台岡山天體物理觀測所）行幸，特別列車（御召列車）到達此站[6]。
- 1971年（昭和46年）
  - 8月：終止行李起卸業務[5]。
  - 11月16日：終止貨物起卸業務[5]。
- 1986年（昭和61年）：綠色窗口開始營業。
- 1987年（昭和62年）4月1日：伴隨國鐵分割民營化，車站由西日本旅客鐵道（JR西日本）營運。
- 2006年（平成18年）3月21日：隨著淺口市成立，車站位於岡山縣淺口市鴨方町六條院中。
- 2007年（平成19年）
  - 6月4日：引入可接受ICOCA的自動閘機（日语：自動改札機）。
  - 9月1日 - 此站可以使用ICOCA。
- 2011年（平成23年）3月26日：跨站式站房落成並開始使用。
- 2013年（平成25年）12月21日：鴨方站南方行人天橋（全長60米）開通。舉行了開通典禮[7]。
- 2016年（平成28年）4月8日：隨著引入CTC[8][9]，閘口與月台設置了LED式列車出發資訊牌。
- 2019年（平成31年）3月16日：早上上行2班快速「太陽快車（日语：サンライナー）」變為普通列車並停站[10]。
- 2020年（令和2年）
  - 4月10日：當日起綠色窗口結束營運（預定）[11][12][13]。
  - 4月11日：當日起為整日無人車站（預定）[13]。

## 車站構造
本站是設有跨站式站房和1面2線的島式月台的地面車站，在跨站式站房設有1處閘口。本站曾是設有單式、島式月台的混合式月台結構。隨後島式月台的只中一邊月台停用，變成2面2線的月台。中線（舊2號月台）的部分路軌已經撒走，剩餘部分現時停泊了維護車輛。隨後，隨著開始建設跨站式站房，舊2號月台向1號月台擴展，成為新1號月台，單式月台（舊1號月台）停止使用（同時舊3號月台改為2號月台）。成為現現1面2線的月台結構。在跨站式站房完成後，繼續設有場內、出發信號機，成為閉塞系統的其中一個區間。
此站是由新倉敷站管理的直營車站，可使用ICOCA與其互相可以使用的IC卡。隨著跨站式站房開始使用，閘口中新設1台IC卡專用的閘機。本站過去的進站音樂與岡山站一樣，但後來改為只有廣播和播放電子鈴。在2012年2月，進站廣播改用JR西日本標準的廣播。在2016年5月12日，隨著運行管理系統改變，車站自動廣播再次更新。

### 月台
| 月台 | 路線     | 上下行 | 方向                 | 備註                       |
| ---- | -------- | ------ | -------------------- | -------------------------- |
| 1    | 山陽本線 | 上行   | 倉敷、岡山方向       |                            |
| 2    | 山陽本線 | 下行   | 福山、尾道、廣島方向 | 廣島方向的列車需在糸崎轉乘 |

## 使用狀況
以下為近年1日平均乘車人次：
| 乘車人次轉變 | 乘車人次轉變     |
| 年度         | 1日平均 乘車人次 |
| ------------ | ---------------- |
| 1999         | 3,195            |
| 2000         | 3,112            |
| 2001         | 3,094            |
| 2002         | 2,974            |
| 2003         | 2,938            |
| 2004         | 2,778            |
| 2005         | 2,803            |
| 2006         | 2,728            |
| 2007         | 2,787            |
| 2008         | 2,748            |
| 2009         | 2,681            |
| 2010         | 2,665            |
| 2011         | 2,694            |
| 2012         | 2,817            |
| 2013         | 3,033            |
| 2014         | 2,988            |
| 2015         | 3,158            |
| 2016         | 3,161            |
| 2017         | 3,116            |

## 車站周邊
道路
- 國道2號
- 岡山縣道194號鴨方停車場線（日语：岡山県道194号鴨方停車場線）

政府機關
- 淺口市政廳（本廳）

學校
- 淺口市立六條院小學
- 岡山山陽高等學校（日语：おかやま山陽高等学校）
- 岡山汽車大學（日语：岡山自動車大学校）

商業機構
- 天滿屋Happy Town（日语：天満屋ハピータウン）鴨方店
- Marunaka（日语：マルナカ (チェーンストア)）鴨方店
- NANBA（日语：ナンバ (ホームセンター)）鴨方店
- EDION（日语：エディオン）鴨方店

金融機關
- 鴨方郵局（日语：鴨方郵便局）
- 中國銀行鴨方分店

名勝、古蹟
- 明王院

## 巴士路線
- 淺口連繫號（日语：浅口ふれあい号）（北出口、南出口）

## 相鄰車站
西日本旅客鐵道
 山陽本線
■快速「太陽快車」
通過
■普通
金光－鴨方－里庄

## 外部連結
- 鴨方｜車站資訊：JR出門網 - 西日本旅客鐵道